# Frederik 7.
 Der er flere personer med dette navn, se Frederik 7. (flertydig).
Frederik 7. (Frederik Carl Christian) (6. oktober 1808 – 15. november 1863) var konge af Danmark samt hertug af Slesvig, Holsten og Lauenborg fra 1848.
Han var søn af Christian 8. og den sidste danske konge af den ældste linje af den oldenborgske slægt. Han står som giver af Danmarks Riges Grundlov fra 1849. Han blev dermed den sidste enevældige danske konge, og derpå den første konstitutionelle konge.

## Barndom
Den senere Kong Frederik 7. kom til verden klokken 11 om formiddagen den 6. oktober 1808 på Amalienborg i København. Han blev født i sin grandonkel Kong Frederik 6.'s regeringstid som søn af Prins Christian Frederik (den senere Kong Christian 8.) i hans første ægteskab med Charlotte Frederikke af Mecklenburg-Schwerin. Han blev døbt den 17. oktober 1808 af den kongelige konfessionarius, Sjællands biskop Nicolai Edinger Balle, med navnene Frederik Carl Christian. Hans moder kaldte ham dog aldrig andet end Frits.
Allerede i 1809 opløstes ægteskabet mellem forældrene på grund af prinsessens utroskab, og den lille prins’ opdragelse blev kun lidet sammenhængende og ensartet. Under faderens ophold i Norge og senere under hans flerårige udenlandsrejse var den overladt i slægtninges og fremmedes Hænder, og selv i de år, hvor han efter faderens andet ægteskab opholdt sig i hans hus, var der fra hjemmets side ingen fast ledelse at spore. Hans grandonkel udnævnte et hold på syv af rigets fremstående professorer til at undervise i henholdsvis dansk, latin, fransk, tysk, religion, historie, geografi, geometri, aritmetik, gymnastik, musik og dans. Resultatet blev, at landets førende sagkundskab snarere formåede at bibringe prinsen en kedsomhed og foragt for ortodoks lærdom end egentlig visdom. Kun gymnastikken kunne tilfredsstille den unge prins’ behov for at bestille noget, og så snart, han kunne få fri for sin skolegang, hengav han sig til de legemlige idrætter, som han til gengæld udviste et stort talent for, samt til samvær med gode venner.

## Første ægteskab
Hans grandonkel var bekymret for Frederiks uregerlighed, og efter sin konfirmation blev han, 17½ år gammel, forlovet med Frederik VI’s yngste datter, prinsesse Vilhelmine Marie. Denne forbindelse skyldtes væsentlig hensynet til det ønskelige i en forening af kongefamiliens to grene, mens det unge pars gensidige tilbøjelighed ikke spillede nogen synderlig rolle ved den. Men rygter om den unge prins udskejelser vedblev at versere i hovedstaden, og brylluppet blev udsat i to år, mens Frederik blev sendt på en dannelsesrejse i Europa. Rejsen gik til Schweiz, Frankrig og Italien, og det var meningen, at han ved friere studier skulle perfektionere sig i stats- og militærvidenskaberne. Rejsen gav dog i så henseende ikke noget synderligt udbytte. På et punkt fik rejsen dog betydning: Herculanum og Pompeji, hvor man havde afdækket en romersk villa med enestående mosaikker, der var blevet begravet under Vesuvs udbrud, var under udgravning, og prinsen var en af dem, der besøgte udgravningerne for at se de nye opdagelser.
Ved sin hjemkomst i 1828 fejrede han under stor og almindelig deltagelse fra befolkningens side sit bryllup. Ved brylluppet uropførtes Elverhøi. De forventninger, som knyttede sig til denne forbindelse, skuffedes dog fuldstændig. Ægteskabet blev barnløst, og det unge par harmonerede kun dårlig. Prinsen savnede vel ingenlunde naturlig værdighed og kunne, når han ville, særdeles vel gøre fyldest i de kredse, hvor han hørte hjemme, men hans bredt anlagte, udisciplinerede natur bragte ham snart til at sky hoflivets tvang og etikette og søge alle hånde uregelmæssige glæder i kredse, hvor selskabet ofte var af endog særdeles blandet art. Dette stemte så slet som vel muligt med prinsesse Vilhelmines stilfærdige og korrekte måde at være på, og da prinsen tilmed af og til behandlede hende ret hensynsløst, brast hendes tålmodighed. Hun beklagede sig til kongen, og følgen blev, at denne pludselig 1834 sendte prins Frederik bort i en art forvisning til Jægerspris og senere på togt med et af orlogsskibene til Island. Under denne forvisning udtalte prinsen selv ønsket om skilsmisse, og kongen gik straks ind derpå.
Prinsen var fra nu af afgjort i unåde, og ved sin tilbagekomst fra Island fik han anvist bolig i Fredericia, hvor han vel blev chef for et infanteriregiment, men i virkeligheden ikke havde nogen selvstændig myndighed og efter kongens ønske stod under stadig opsigt af fæstningens kommandant. Lige så lidt nu som tidligere vænnedes han til arbejde og pligtopfyldelse, men hans naturlige tilbøjelighed til jævnt og ligefremt at færdes med folk af alle samfundsklasser udvikledes yderligere her.

## Medlem af Oldskriftsselskabet
I 1834 blev Frederik samtidig indvalgt som medlem af Det kongelige Nordiske Oldskriftselskab. Valget var en formssag. Oldskriftselskabet havde siden sin start haft forbindelse til kongehuset, og Frederiks fader, kronprins Christian, var selskabets præsident. Men følgen var, at Frederik nu fik en levende interesse for arkæologi.
På Jægerspris fandtes et stort antal gravhøje. I den korte periode inden rejsen til Island nåede prinsen at åbne 20 af dem med hjælp fra soldater og skovarbejdere. Udgravningsteknikken var endnu ikke veludviklet og bestod i at lave søgeskakte ind til højenes midte, hvor gravkammeret og de største genstande formodedes at befinde sig. Udbyttet af disse udgravninger blev bronzesværd, armbånd og ravsmykker, der skulle danne grundlag for prinsens efterhånden store samling af oldsager.
I 1841 trak Christian 8. sig fra posten som Oldskriftselskabets præsident, og Frederik blev hans oplagte efterfølger. Han påtog sig denne post med iver og undlod siden aldrig, men mindre han var bortrejst i offentlige anliggender, at deltage i og lede selskabets møder.
En af hans første opgaver som ny præsident var at modtage et nyt medlem, den blot 20 år gamle Jens Jacob Asmussen Worsaae. Worsaae havde som ung med begejstring læst Oldskriftselskabets udgivelser og havde i sin skoletid i Vejle sammen med et par kammerater foretaget udgravninger i omegnens gravhøje, hvor de havde fundet bronzegenstande og lerkar. I 1840 havde Worsaae fået offentliggjort sin første artikel om danske gravhøje. Inspireret af lederen af det vordende nationalmuseum Christian Jürgensen Thomsens treperiodesystem inddelte han gravhøjene i dem fra stenalder, bronzealder og jernalder. Han beskrev de karakteristiske træk for hver af dem og sammensætningen af de fundne genstande. Også beskrivelser af skeletter indgik i fremstillingen. Worsaaes største præstation var imidlertid, at han bragte Thomsens tredeling ud af museet og ud i felten.
Samme år blev Worsaae imidlertid ramt af problemer. Hans fader, der havde været amtsforvalter i Vejle, døde, og det viste sig, at familien i flere år havde levet af sin formue. Worsaae var uden penge. En onkel tilbød at hjælpe med støtte, hvis han ville færdiggøre sin juridiske uddannelse, men Worsaae afslog. Han havde netop skrevet sin første bog, og for at fortsætte med arkæologien henvendte han sig i første omgang til Thomsen for at få løn for sit arbejde ved dennes museum. Han fik afslag. Worsaae henvendte sig derefter til Christian VIII, som støttede ham først til en rejse til Skåne, senere til en rejse til England og endelig ved at oprette en stilling som inspektør for Oldtidsmindesmærker. Da Christian døde i 1848, fortsatte samarbejdet med Frederik VII og i de næste 15 år samarbejdede de to om kongelige udgravninger af oldtidsminder. Frederik skrev selv artikler til Oldskriftselskabets årbøger, og i 1858 udnævnte han Worsaae til direktør for sin private oldsagssamling med embedsbolig på det kongelige slot. Med sin sans for humor udformede Frederik en uniform, som Worsaae skulle bære under udgravningerne, bestående af en æskeformet kasket, høj krave og tætknappet frakke, omtrent så upraktisk som vel muligt ved arkæologiske udgravninger.

## Guvernør på Fyn
Da Christian VIII besteg tronen i 1839, foregik der en væsentlig forandring med prinsens stilling. Han blev guvernør på Fyn og kommanderende general i Nørrejylland og Fyn med sæde på Odense Slot og sommerresidens på herregården Frederiksgave (Hagenskov) ved Assens, og fra 1841 fik han tillige plads i Gehejmestatsrådet. Han beskæftigede sig dog ikke mere end rent overfladisk med de politiske spørgsmål, og heller ikke tog han sig sine administrative og militære pligter synderlig nær. Men han forstod at omgås såvel embedsmændene som befolkningen på en sådan måde, at han personlig vandt manges sympati, og glimtvis kunne han vise et overraskende klart og sikkert blik for praktiske forhold. For ham selv havde forandringen den behagelige følge, at han blev friere stillet og i højere grad kunne hengive sig til sine yndlingsglæder: arkæologiske udgravninger og undersøgelser, sørejser, fiskeri og lignende.

## Andet ægteskab
Hans fader ønskede, at han skulle indgå et nyt fyrsteligt ægteskab, og i 1841 stod hans bryllup med prinsesse Caroline Charlotte Mariane af Mecklenburg-Strelitz. Dette ægteskab var endnu mindre end det første bygget på gensidig tilbøjelighed, og den unge kronprinsesse var, trods sin gode forstand og mange agtværdige egenskaber, alt andet end egnet til at løse sin vanskelige opgave. Hendes noget stive, formelle væsen og store sensibilitet frastødte kronprinsen, og hun formåede på sin side vanskeligere og vanskeligere at forsone sig med hans mest fremtrædende karakteregenskaber. Under disse forhold trådte danserinde på Det kongelige Teater og senere modehandlerske Louise Christine Rasmussen, den senere Grevinde Danner, med hvem prinsen allerede tidligere havde stået i forbindelse, i stadigere og nærmere forhold til ham, og han lagde så lidt skjul herpå, at han endog over for sin hustru lovpriste hende som sin "skytsengel". Hun besad en overordentlig magt over prinsen og forstod hans inderste ejendommeligheder, både de gode og de slette, som ingen anden. I 1842 følte prinsessen sit helbred svigte, og mistvivlende om længere i sin isolerede stilling at kunne fortsætte kampen mod de vanskeligheder, som omgav hende, rejste hun i 1844 ledsaget af kronprinsen tilbage til sit hjem i Strelitz for ikke mere at gense Danmark. Kronprinsen besøgte hende i de nærmest følgende år 4 gange for at overtale hende til at vende tilbage, men det var forgæves, og i 1846 opløstes ægteskabet.
Jomfru Rasmussens indflydelse befæstedes nu yderligere, og hun fik endog en tid bolig på Odense Slot. Under de tiltagende nationale og politiske forviklinger var kronprinsen, på grund af sin udpræget danske følelse og sin sympati med befolkningens brede lag, tilbøjelig til at indtage et mere nationalt og konstitutionelt-frisindet standpunkt, end der da kunne vinde tilslutning i regeringskredsene, og skønt han ikke offentlig udtalte sig i denne retning, var hans opfattelse dog ikke ukendt for almenheden og indbragte ham en vis folkegunst. I 1847 indgav han til kongen en af hans barndomsven, daværende stiftamtmand i Odense, C.E. Bardenfleth forfattet forestilling, i hvilken han rådede til at indføre en fælles konstitutionel forfatning for hele monarkiet, men Christian VIII døde, inden de drøftelser angående en forfatningsforandring, til hvilken han, uafhængig af kronprinsen, havde taget initiativet, havde ført til noget resultat.

## Konstitutionel konge
Den 20. januar 1848 døde Christian 8. 61 år gammel i sit residenspalæ på Amalienborg som følge af en blodforgiftning efter en åreladning. Ved faderens død besteg Frederik 39 år gammel tronen som Kong Frederik VII. Hans tronbestigelse blev proklameret fra Christiansborg Slots balkon af Poul Christian von Stemann. Tronbestigelsen fandt sted på et tidspunkt, hvor alvorlige indenrigspolitiske spørgsmål var kommet på dagsordenen: spørgsmålet om en konstitutionel forfatning og spørgsmålet om helstatens fremtidige ordning. Frederiks fader havde på dødslejet anbefalet ham at følge de gamle regeringsmænds, særlig Stemanns råd, og forfatningsreskriptet af 28. januar blev frugten heraf. Kun på eet punkt gav den ny konges personlige sympatier sig et selvstændigt udslag, nemlig ved hans udnævnelse af vennen Bardenfleth til minister. Mens forfatningskommissionen arbejdede på at udforme det fuldstændige forfatningsudkast, tog begivenhederne i og uden for Danmark fart.

### Det slesvig-holstenske spørgsmål
Omkring 1830 opstod en tysk bevægelse, der ønskede dels en fri forfatning for Slesvig og Holsten, dels at Slesvig (som var et dansk len) skulle med i det tyske forbund, som Holsten og Lauenburg allerede var, og danne forbundsstaten Slesvig-Holsten med grænser ved Kongeåen og Elben. Det gik stik imod den danske nationale bevægelses holdninger. De danske nationalliberale ville afskaffe hertugdømmet og have Slesvig indlemmet i kongeriget, det vil sige, at Jyllands sydgrænse skulle være Ejderen. Sproggrænsen mellem tysk og dansk gik igennem Slesvig: i de sydligste dele taltes overvejende tysk, i de mellemste dele både dansk og tysk og i de nordligste dele altovervejende dansk. Den danske regering slog fast, at Slesvig under alle omstændigheder skulle forblive dansk, mens Holsten var velkommen til at træde ud af rigsfællesskabet og blive selvstændigt medlem af Det tyske Forbund. 
Bølgerne fra den franske februarrevolution nåede Danmark, og den 23. marts 1848 gjorde de tysksindede slesvig-holstenerne oprør mod den nye danske regering og dannede deres egen regering i Kiel. Det resulterede i den såkaldte Treårskrig, hvor det i første omgang lykkedes den danske hær at besætte Slesvig til Ejderen. 
Krigen sluttede med en dansk militær sejr, men politisk status quo. Danskerne måtte opgive parolen Danmark til Ejderen og i 1855 indføre en konservativ helstatsforfatning for kongeriget Danmark, Slesvig og Holsten. Men tre år senere erklærede den holstenske stænderforsamling og det tyske forbund den ugyldig, fordi den var i strid med de internationale aftaler, som Danmark havde skrevet under på efter Treårskrigens afslutning. Preussen støttede tanken om Slesvig og Holstens indlemmelse i det tyske forbund, mens Danmark ønskede at indlemme Slesvig i kongeriget. I 1863 skulle den nationalliberale novemberforfatning afløse helstatsforfatningen fra 1855. Kongen døde imidlertid, inden han nåede at underskrive den nye forfatning.

### Nationalliberal regering
Slesvig-holsterernes krav om, at Slesvig skulle optages i Det tyske Forbund, og at hertugdømmerne skulle forenes under en fri forfatning, førte til et nationalliberalt borgermøde den 20. marts, det såkaldte Casinomøde, hvor især Orla Lehmann krævede kongens ministerium afsat og en fri fælles forfatning for Danmark og Slesvig. Under parolen "Danmark til Ejderen" drog en stor demonstration anført af borgerrepræsentationen næste dag til slotspladsen. 
Det krav om ministeriets afgang og om et systemskifte i national og liberal retning, som ved den københavnske borgerrepræsentations adresse af 20. marts og ved Kasino-mødet samme dags aften stilledes til kongen, fandt ham ingenlunde uforberedt. Hans naturlige tilbøjelighed og påvirkninger fra Bardenfleths og andres side førte ham hen imod en given efter for folkeønskerne, og allerede om morgenen den 21. meddelte han sine ministre, at det var blevet en nødvendighed, at regeringens politik, navnlig over for Slesvig, forandredes "i den Retning, som det danske Folk attraaede". Dette førte til, at hele ministeriet med undtagelse af Bardenfleth trådte tilbage, og kongen kunne, da Hvidt et par timer senere overbragte ham borgerrepræsentanternes adresse, svare ham, at hvad man bad om, allerede var sket. Han sluttede med de ord: "Når De, mine Herrer, vil have samme tillid til Deres konge, som jeg har til mit folk, så vil jeg være Dem en tro leder til ære og frihed". Kongens svar vakte jubel hos de mange tusinder, som havde ledsaget kommunalbestyrelsen til slottet, og fra dette øjeblik var hans folkeyndest slået fast for bestandig.
Nogen sikker og målbevidst leder var Frederik imidlertid ikke. I det døgn, som nu fulgte, vaklede både han og hans nærmeste rådgivere mellem højst forskellige ministerkombinationer, deriblandt også sådanne, som ville have ført betænkelig nær tilbage til det forladte regeringssystem, og det var nærmest prinsen af Nørs udæskende brev, som bragte kongen til resolut at gå ind på den henvendelse til det liberale partis ledere, som førte til Martsministeriets dannelse. Midt i al usikkerheden og råvildheden stod dog eet fast for ham: hellere at ville abdicere end at stille sig i afgjort modsætning til sit folk og anvende magt mod det. Den provisoriske regerings dannelse og Rendsborgs overrumpling kastede, umiddelbart efter ministerskiftet, landet i krig mod Hertugdømmernes oprørske befolkning og den del af Tyskland, som støttede den, og kongen befæstede ved sine taler til de bortdragende tropper, ved sit besøg hos hæren i Sønderjylland og ved den hjertelige måde, hvorpå han i det hele taget lagde sin følelse med folket for dagen, i rigt mål sin allerede vundne popularitet. Skønt han ingenlunde kunne siges fri for af og til opdukkende betænkeligheder mod at give afkald på sin enemagt, bøjede han sig dog i det hele for den ny tingenes orden og tog loyalt konsekvenserne af den erklæring, han straks efter dannelsen af Martsministeriet havde udstedt til dette om, at han fra nu af betragtede sig som konstitutionel konge.
Om vedholdende aktiv beskæftigelse med regeringssagerne var der for ham lige så lidt nu som senere tale, men på et enkelt væsentligt punkt var det dog hans personlige indgriben, som blev afgørende, nemlig i spørgsmålet om Slesvigs deling. Denne tanke blev fra de neutrale magters side bragt stærkt i forgrunden i eftersommeren 1848 og vandt ikke ringe tilslutning, såvel i Tyskland som i Danmark, hvor en del af Ministeriet hældede til den som den afgørelse, man i nødsfald måtte gribe til. Kongen udtalte sig imidlertid ved revuen på Lerbek mark ved Vejle den 18. september efter afslutningen af dette års felttog afgjort imod tanken, og hans modstand var også hovedgrunden til, at den mod delingen stemte del af Ministeriet fik overhånd ved ministerkrisen i november 1848, og til, at tanken, når den senere dukkede frem, bestandig vistes tilbage som uigennemførlig. Frederik havde i øvrigt i denne sag afgjort sit folks flertal med sig. Forberedelserne til grundlovsarbejdet tog kongen vel ingen fremtrædende del i, men han lagde det heller ikke på noget punkt hindringer i vejen. Dog nærede han et øjeblik alvorlig betænkelighed ved at underskrive den færdige grundlov.
Allerede under krigen var der valgt en grundlovlovgivende forsamling, som fik til opgave at udarbejde et forslag til en fri forfatning. Den 5. juni 1849 underskrev Frederik 7. grundloven, selv om han var betænkelig ved nogle af bestemmelserne.
Frederik var i sine gode øjeblikke i høj grad i besiddelse af kongelig anstand og værdighed og kunne med overraskende lethed sætte sig ind i en situation og finde et træffende og klart udtryk for sine tanker. Dertil kom hans jævnhed og elskværdighed i omgang med alle klasser af folket og hans stærke og umiddelbare nationale følelse. Alt dette skabte ham en folkeyndest, som måske var mere udbredt og intensiv end den, der er blevet nogen af hans forgængere til del, og som i vanskelige tider blev af væsentlig betydning til at samle og styrke nationen. Men de, der så kongen på nærmere hold, kunne ikke være blinde for de store skyggesider ved hans personlighed. Han var, ligesom i sine yngre år, i meget ringe grad arbejdsom og pligtopfyldende. Ethvert stadigt og regelmæssigt arbejde var ham en gru, og dette tiltog, alt som hans helbred i årenes løb svækkedes på en ligefrem foruroligende måde. Ved siden af megen naturlig godlidenhed lå der i hans natur en vis lunefuldhed, som ofte kunne berede hans omgivelser alvorlige ubehageligheder. Bekendt er det også, hvor lidt der kunne lides på fasthed og stadighed hos ham i personlige såvel som i politiske sager, og i hvor høj grad han var i stand til at blande sandhed og digt sammen i, hvad han fortalte om sig selv og andre. Dette i forbindelse med en medfødt umådeholdenhed, navnlig over for stærke drikke, som vel til tider kunne bekæmpes, men aldrig ganske udryddes hos ham, svækkede i alt for høj grad indtrykket af hans gode egenskaber og forringede hans værdighed og autoritet.

## Tredie ægteskab
En betydelig rolle for Frederiks hele stilling spillede hans tredje ægteskab. Den 7. august 1850 viedes han til venstre hånd til Louise Rasmussen. Dette indebar, at deres børn ikke ville have arveret til tronen. Efter vielsen, som fandt sted i Frederiksborg Slotskirke, udnævntes Louise Rasmussen til lensgrevinde under navnet Danner. Ægteskabet bidrog yderligere til kongens folkelige popularitet, men skabte vanskeligheder i forhold til de ledende kredse, herunder til fremmede hoffer. I 1854 købte parret Jægerspris Slot af staten og tog ophold dér. Ministeriet havde forgæves søgt at modvirke forbindelsen. Grevinde Danner og den med hende nær forbundne Carl Berling øvede fra nu af en bestandig stærkere indflydelse på kongen, og det ejendommelige præg, hoffet ved dem fik, bidrog stærkt til at fjerne såvel kongens slægtninge og de fremmede hoffer som aristokratiet derfra. Til gengæld skabte og vedligeholdt de en stadig forbindelse mellem kongen og mænd af de demokratiske partier, og de bidrog vist nok deres til, at han vedblivende i det væsentlige fastholdt grundloven. Grevinde Danner har også haft fortjeneste af at indvirke modererende på kongens levemåde.

## Politisk ustabilitet
På grund af kongens ringe lyst og evne til selv at gennemarbejde de politiske spørgsmål blev det de mænd, som til de forskellige tider blev de ledende i regeringen, eller hans personlige omgivelser, som fik den afgørende indflydelse på den politiske retning, han fulgte. Først havde Bardenfleth i ikke ringe grad hans øre, men han måtte efter ikke langs tids forløb vige for Bluhme. Denne øvede først som kabinetssekretær og senere som minister en meget betydelig indflydelse på kongen og bidrog væsentlig til at lede ham over fra den nationalliberale retning til den konservative helstatspolitik.
Under Ministeriet Ørsteds skarpe kamp mod folkerepræsentationen vågnede der dog af og til betænkeligheder hos kongen, mens han til andre tider havde stærke anfægtelser i absolutistisk retning. C.A. Bluhmes indflydelse undermineredes imidlertid efterhånden af L.N. Scheele, som, navnlig gennem sit fortrolige forhold til grevinden, kom til at spille en stedse større rolle ved hoffet. Det var da også Scheele, som blev den væsentligste årsag i Ministeriet Ørsteds fald, og som ledede kongen over i "den konstitutionelle helstats" æra, men da han viste sig ude af stand til at magte forholdene, og det nationalliberale parti, i hvilket han efterhånden fik afgjorte modstandere, opnåede stærkere og stærkere indflydelse på den offentlige mening, måtte kongen lade ham falde. C.C. Hall, som var den, der i Frederiks senere år øvede den væsentligste politiske indflydelse over ham, opnåede dog mindre dette gennem sit personlige forhold til kongen end derved, at denne indså, at han ved at støtte sig til ham lettest og sikrest bevarede den popularitet og den forholdsvis fredelige tilværelse, som han mindre og mindre kunne undvære. Kun for en kort tid unddrog han sig, under indflydelse af sin gemalinde og Berling, fra den Hall’ske indflydelse og gjorde forsøget med Ministeriet Rotwitt, som dog ikke fortsattes ud over konseilpræsidentens død 2 måneder efter ministeriets dannelse. Et punkt, hvor kongens personlighed spillede en væsentlig rolle, var i forholdet til Norge og Sverige. Det personlige venskab mellem Nordens to konger bidrog meget til at knytte båndene mellem deres stater fastere og til at udvikle den politiske Skandinavisme til det højdepunkt, hvortil den nåede kort forinden udbruddet af krigen med de tyske stormagter. På den anden side kunne kongens ejendommelige personlighed og forholdene ved hans hof vel have bidraget deres til at hidføre en vis fjernhed mellem ham og de europæiske stormagtshoffer i almindelighed.

## Svigtende helbred
I de sidste år af Frederiks regering var hans helbred kendelig vaklende, og de bekymringer, som den sig nærmende krig med Tyskland voldte ham, bidrog ved siden af hans til tider meget uforsigtige levevis til yderligere at undergrave det. Efteråret 1863 blev han ved et besøg i Dannevirke-stillingen angrebet af en stærk forkølelse, som efter hans tilbagekomst til Lyksborg Slot gik over til ansigtsrosen. Han døde på Lyksborg den 15. november, kun 55 år gammel, og dødsbudskabet modtoges med dyb og ægte sorg af hele folket, en sorg, som yderligere skærpedes ved følelsen af den skæbnesvangre betydning, som dette dødsfald havde for landets stilling i det hele.
Frederik 7. gravsattes i Roskilde Domkirke. 
Han efterfulgtes på tronen af prins Christian af Glücksborg under navnet Christian 9. Det var egentlig dennes hustru, Louise af Hessen-Kassel, der som niece af Christian 8. havde arveret til tronen efter Kongeloven, og det blev hendes mand, der nød godt af denne arveret.

## Titler, prædikater og æresbevisninger

### Fuld officiel titel
Af Guds Nåde Konge til Danmark, de Venders og Gothers, Hertug til Slesvig, Holsten, Stormarn, Ditmarsken, Lauenborg og Oldenborg.